# NGC 7572
NGC 7572 is een spiraalvormig sterrenstelsel in het sterrenbeeld Pegasus. Het hemelobject werd op 3 november 1864 ontdekt door de Duitse astronoom Albert Marth.

## Synoniemen
- MCG 3-59-23
- ZWG 454.21
- PGC 70919